# EG (기업)
EG은 대한민국의 산화철 기업이다. 본사는 전라남도 광양시 명당3길 118에 위치해 있다. 대표이사는 박지만이다.

## 역사
1987년 삼양산업주식회사으로 설립되었으며 포항제철 계열사인 거양상사가 2억원, 삼화전자공업주식회사(현 삼화콘덴서그룹)가 2억원을 출자했다. 1999년 9월 현재의 사명으로 바꾸었다. 박정희 대통령의 아들 박지만 회장이 1989년 부사장으로 회사에 합류했고, 다음해 대표에 취임하였으며 1990년 고 김우중 전 대우그룹 회장 등으로부터 8억원을 빌려 삼양산업 지분을 매입해 대주주에도 올랐다.

## 같이 보기
- 박정희
- 박근혜

## 참고 문헌
1. ↑  박지만의 EG그룹 직원, 취재하던 사진기자 폭행, 한겨레, 2019-10-19
2. ↑  박지만의 EG는 어떤 회사?, 시사IN, 2012.11.26
3. ↑  이완배, 박지만의 EG그룹은 어떻게 성장했나?, 민중의 소리, 2015-05-18
4. ↑  신사업으로 실적 부진 돌파할까…박지만 EG그룹 회장의 도전 앞과 뒤, 일요신문, 2024.05.24